# Forcellinia galleriella
Forcellinia galleriella är en spindeldjursart som först beskrevs av Womersley 1963.  Forcellinia galleriella ingår i släktet Forcellinia och familjen Acaridae. Inga underarter finns listade i Catalogue of Life.